# Mahee Island
Mahee Island är en ö i Storbritannien.   Den ligger i distriktet Ards and North Down och riksdelen Nordirland, i den västra delen av landet, 500 km nordväst om huvudstaden London.